# Сото аям
Сото аям — це жовтий гострий курячий суп із лонтонгом або насі гімпі, або кетупатом (увесь пресований рис, який потім ріжеться на дрібні коржі) та/або вермішель, або локшина, він з Індонезії, і популярний у Сінгапурі, Малайзії та Суринамі. Куркума додається як один із її інгредієнтів, щоб отримати жовтий курячий бульйон. Це, мабуть, найпопулярніший варіант сото, традиційного супу, який зазвичай трапляється в індонезійській кухні. Окрім курятини та вермішелі, його можна подати також до зварених круто яєць, шматочків смаженої картоплі, листя китайської селери та смаженої цибулі шалот. Кокосове молоко іноді використовують як інгредієнт. Іноді люди додають «кою», порошок змішаних крекерів із креветками зі смаженим часником або пряний самбал помаранчевого кольору. Крупук або чипси — дуже поширена начинка.

## Варіанти
У різних регіонах є свої власні варіанти цієї страви, наприклад:
- Сото Амбенган, що походить з Амбенгана, Сурабая. Сото Амбенган відомий своєю смачною начинкою коя.
- Сото Банджар
- Сото Кудус
- Сото Медан
- Сото Семаранг